# La Laguna, Yajalón
La Laguna är en ort i Mexiko.   Den ligger i kommunen Yajalón och delstaten Chiapas, i den sydöstra delen av landet, 800 km öster om huvudstaden Mexico City. La Laguna ligger 958 meter över havet och antalet invånare är 303.
Terrängen runt La Laguna är kuperad åt sydväst, men åt nordost är den bergig. Runt La Laguna är det ganska tätbefolkat, med 56 invånare per kvadratkilometer. Närmaste större samhälle är Yajalón, 2,8 km nordväst om La Laguna. I omgivningarna runt La Laguna växer i huvudsak städsegrön lövskog.